# ذا سيسيل
ذا سيسيل (بالإنجليزية: The Cecil)‏ هو فندق فخم تاريخي يقع في محطة تلة شيملا بالهند، وشيده البريطانيون عام 1884، وكان العنوان عند تشورا ميدان، وتم شراؤها من قبل أحد موظفيها السيد موهان سينغ أوبروي الذي أسس في وقت لاحق «مجموعة أوبروي للفنادق» التي تملك حالياً وتشغل بواسطة الخاصية

## التاريخ
وكان سيسيل في البداية فندقا متواضعا جداً في عام 1883 كدار طوابق واحد وكوخ المحلاق مع البلاد الشهيرة مواطن - روديارد كبلنغ فمن زعم أن روديارد كبلنغ يتردد على منزل حيث كتب رواياته بما في ذلك «حكايات عادي من تلال»، مستوحاة من شيملا.
وصل السيد موهان سينغ أوبروي إلى شيملا في عام 1922 ويجري تشغيل سيسيل التي كتبها جون فيلتي وهكذا بدأت إرث دائم وارتفع السيد موهان سينغ أوبروي بسرعة صفوف وشكلت علاقة قوية مع المدير الجديد السيد إرنست كلارك.
والسيد موهان سينغ أوبروي حصلت على سيسيل كجزء من الاستحواذ على فنادق أسوشيتد الهند في عام 1944 وسرعان ما أصبح سيسيل عنوان أن كل واحد يريد أن يكون في وكرات ويظهر الدور ولولا شهرة وأضافت الراقصة إلى سحر الفندق.
وتم إغلاق الفندق عام 1984 لتجديد واسعة النطاق والتجديد وأعيد فتحه في عام 1997 ويعود إلى أسلوب يليق بمجده الغابر وجديرة الحاضر أوبروي.

## الأدب
وليام وارن، جيل غوشير (2007) الفنادق في آسيا الأسطورية: الرومانسية من السفر. سنغافورة: طبعات كتاب الطواف. ISBN 978-0-7946-0174-4.